# Luperina aflouensis
Luperina aflouensis är en fjärilsart som beskrevs av Rothschild 1920. Luperina aflouensis ingår i släktet Luperina och familjen nattflyn. Inga underarter finns listade i Catalogue of Life.